# Długowieczność
Długowieczność – długość życia człowieka, zwierzęcia, bądź drzewa wyższa od oczekiwanej.
Wpływ na długowieczność mają różne czynniki. Głównie są to uwarunkowania genetyczne (odpowiadają w 20-30% za długowieczność), styl życia, a także klimat danego kraju. Przypadkami skrajnej długowieczności są tzw. superstulatkowie, czyli osoby, które przekroczyły 110 lat.

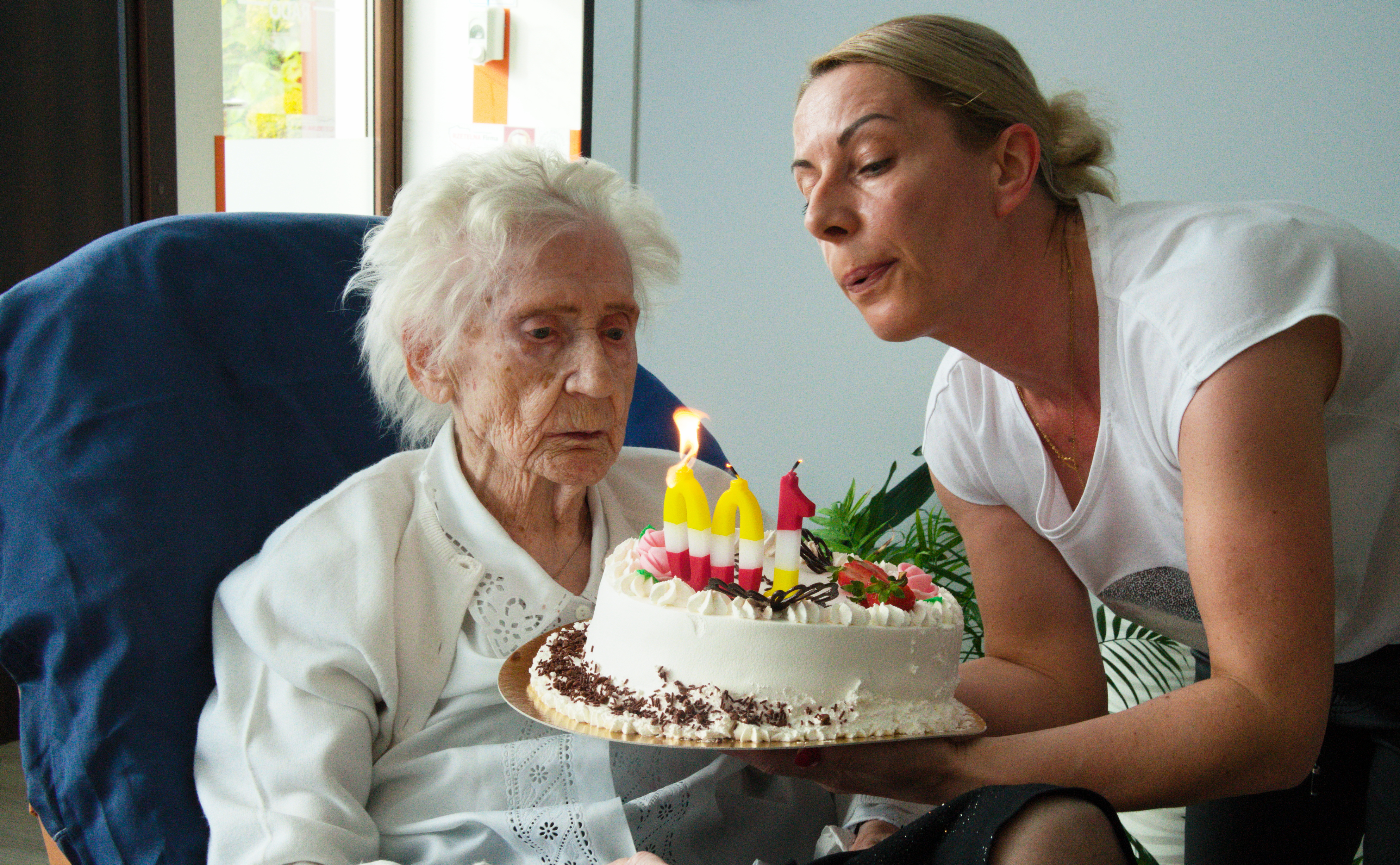
Setne urodziny

## Długowieczność na ziemiach Polski
Długowieczność na przestrzeni wielu wieków była tematem artykułów wielu polskich encyklopedii. Według krążących legend, najdłużej żyjącą Polką była Łucja Uczcikowa (ur. 13 grudnia 1709 roku, mieszkanka Kosiarek, żyjąca przy swoim prawnuku), która w roku 1876 liczyła 166 lat, zaś najdłużej żyjącym mężczyzną był Dymitr Grabowski, który dożył 168 lat.

### Wiek XVIII i XIX
W encyklopedii Orgelbranda 28-tomowej istnieją biografie osób, które dożyły ponad 100 lat. Należą do nich: Stanisław Gil, mieszkaniec wsi z województwa świętokrzyskiego, który żył w latach 1696–1822, dożył 126 lat. Drugą osobą, która żyła bardzo długo, był Fryderyk Jabłkowski (1683–1823), mieszkaniec Długiego w województwie Mazowieckim, zmarł w wieku 140 lat. Według przekazu nigdy nie chorował, był 3 razy żonaty. Innym artykułem jest artykuł o Teresie Hiżdew, która dożyła 130 lat i zmarła w dobrach majątkowych Karnickich.
W rodzie Smoniewskich herbu Włoszek przez 3 pokolenia dożywali po 100 lat. Paweł, Grzegorz i Wawrzyniec Smoniewscy dożyli kolejno 115, 110 i 107 lat.
W Krakowie żył Piotr Librowski (1701–1825), najstarszy wiekiem obywatel miasta.
W 1840 roku w Warszawie zmarł Feliks Rymkiewicz, najstarszy żołnierz armii polskiej. Dożył 123 lat.
Wśród szlachty także zdarzały się przypadki długiego życia, m.in. Franciszek Ignacy Narocki (1690–1816), który dożył 125 lat.

## Długowieczność na świecie
Japonia stoi na czele państw na świecie pod względem długowieczności swoich mieszkańców. Obecnie w Japonii żyje blisko 70 tys. stulatków, z których zdecydowana większość (88,1 proc.) to kobiety. W 2017 średnia długość życia w Japonii wyniosła 87,2 lat dla kobiet i 81 dla mężczyzn.